# 디랙 괄호
해밀턴 역학에서 디랙 괄호(영어: Dirac bracket)는 해밀토니언과 가환하지 않는 구속이 가해진 고전적 계에서 시간 변화를 나타내는 괄호다. 폴 디랙이 도입하였다.

## 정의

### 구속된 해밀턴 계
해밀턴 계 {\displaystyle (M,\omega ,H)}가 주어졌다고 하자. 여기서 심플렉틱 다양체 {\displaystyle (M,\omega )}는 계의 위상 공간이고, {\displaystyle H}는 계의 해밀토니언이다. {\displaystyle M} 위의 매끄러운 함수들의 대수를 {\displaystyle {\mathcal {C}}^{\infty }(M)}이라고 하자. 심플렉틱 구조에 의하여, 푸아송 괄호
{\displaystyle \{f,g\}=(\omega ^{-1})^{\mu \nu }\partial _{\mu }f\partial _{\nu }g}
가 존재한다.
이 계 위에 주어진 구속(영어: constraint) {\displaystyle \Phi \subset {\mathcal {C}}^{\infty }}는 다음 조건을 만족시키는, 매끄러운 함수들의 집합이다.
- {\displaystyle \Phi }는 {\displaystyle {\mathcal {C}}^{\infty }(M)}의 아이디얼이자, {\displaystyle {\mathcal {C}}^{\infty }(M)}에 대한 자유 가군이다. 즉,
  - 임의의 함수 {\displaystyle f\in {\mathcal {C}}^{\infty }(M)} 및 제약 {\displaystyle \phi \in \Phi }에 대하여, {\displaystyle f\phi ^{i}\in \Phi }이다.
  - 임의의 {\displaystyle \phi ,\phi '\in \Phi }에 대하여, {\displaystyle \phi +\phi '\in \Phi }이다.
  - {\displaystyle \Phi }의 기저 {\displaystyle \{\phi ^{i}\}_{i\in I}\subset \Phi }가 존재한다. 즉, 임의의 {\displaystyle \phi \in \Phi }를 {\displaystyle \phi =u_{i}\phi ^{i}} ({\displaystyle u_{i}\in {\mathcal {C}}^{\infty }(M)})의 꼴로 나타낼 수 있다.
- (일관성) 쌍대가군 {\displaystyle \Phi ^{*}=\hom(\Phi ,{\mathcal {C}}^{\infty }(M))}의 원소 {\displaystyle u\in \Phi ^{*}}가 존재하여, 다음을 만족시킨다.{\displaystyle (\{\phi ,H\}+u_{i}\{\phi ,\phi ^{i}\})|_{\tilde {M}}=0\forall \phi \in \Phi }

여기서, {\displaystyle {\tilde {M}}}은 구속된 상태 공간 {\displaystyle {\tilde {M}}\subset M}으로, 다음과 같다.
{\displaystyle {\tilde {M}}=\{x\in M|\phi ^{i}(x)=0\forall \phi \in \Phi \}}
즉, 모든 구속들을 만족시키는 상태들의 집합이다.

### 1종 및 2종 구속
1종 구속(영어: first-class constraint)의 집합 {\displaystyle \Phi _{1}\subset \Phi }은 다음과 같다.
{\displaystyle \Phi _{1}=\{\phi _{1}\in \Phi \colon \{\phi _{1},\Phi \}|_{\tilde {M}}=0\}}
모든 1종 구속은 일관성 조건에 따라서 해밀토니언과 가환한다.
{\displaystyle \{\Phi _{1},H\}=0}
또한, 1종 구속들의 집합 {\displaystyle \Phi _{1}} 역시 {\displaystyle {\mathcal {C}}^{\infty }(M)}의 아이디얼이자, {\displaystyle {\mathcal {C}}^{\infty }(M)}-가군을 이룬다. 즉, 임의의 함수 {\displaystyle f\in {\mathcal {C}}^{\infty }(M)}와 1종 제약 {\displaystyle \phi _{1}\in \Phi _{1}}에 대하여, {\displaystyle f\phi _{1}\in \Phi _{1}}이다.
이에 따라서, 구속들의 가군을 다음과 같이 분해할 수 있다.
짧은 완전열
{\displaystyle 0\to \Phi _{1}\hookrightarrow \Phi \twoheadrightarrow \Phi _{2}\to 0}
은 분할 완전열이며, 따라서 {\displaystyle \Phi }를 다음과 같이 나타낼 수 있다.
{\displaystyle \Phi \cong \Phi _{1}\oplus \Phi _{2}}
물론 이러한 갈림은 표준적으로(canonical) 정의되지 않지만, 임의로 정의할 수 있다. {\displaystyle \Phi _{2}\cong \Phi /\Phi _{1}}을 2종 구속(영어: second-class constraint)들의 집합이라고 한다. 1종 제약은 자유 가군의 부분가군이므로 사영 가군(벡터다발)이다.

### 디랙 괄호
2차 구속 {\displaystyle \Phi _{2}}의 기저를 {\displaystyle \{\phi _{2}^{i}\}_{i\in I}}로 잡자. 그렇다면 행렬 {\displaystyle C_{ij}}를 다음과 같이 정의하자.
{\displaystyle \{\phi _{2}^{i},\phi _{2}^{j}\}C_{jk}=\delta _{i}^{k}}
이 경우, 디랙 괄호 {\displaystyle \{,\}_{\text{D}}}는 다음과 같다.
{\displaystyle \{f,g\}_{\text{D}}=\{f,g\}-\{f,\phi _{2}^{i}\}C_{ij}\{\phi _{2}^{j},g\}}
제약된 해밀턴 계 {\displaystyle (M,\omega ,H,\Phi )}에서의 시간 변화는 다음과 같이 정의한다. 임의의 함수 {\displaystyle f\in {\mathcal {C}}^{\infty }(M)}의 시간 변화 {\displaystyle {\dot {f}}}는 다음과 같다.
{\displaystyle {\dot {f}}=\{f,H\}_{\text{D}}}
이 정의에 따라서, 구속을 만족시키는 초기 조건의 시간 변화는 계속해서 제약을 만족시킨다. 
{\displaystyle \{\phi ,H\}_{\text{D}}|_{\tilde {M}}=0\forall \phi \in \Phi }
즉, 임의의 2종 구속 {\displaystyle \phi _{2}^{i}}의 경우
{\displaystyle \{\phi _{2}^{i},H\}_{\text{D}}=0}
이고, 임의의 1종 구속 {\displaystyle \phi _{1}^{i}}의 경우
{\displaystyle \{\phi _{1}^{i},H\}_{\text{D}}=\{\phi _{1}^{1},H\}=0}
이다. 디랙 괄호는 일반적으로 기저 변환에 따라 바뀌지만, {\displaystyle {\tilde {M}}}에 국한하면 유일하다.

## 예

### 강한 자기장에서의 비가환 기하학
심플렉틱 다양체 {\displaystyle (M,\omega )} 위에, 전하 {\displaystyle q}의 입자가 자기장 {\displaystyle B_{\mu \nu }=B\omega _{\mu \nu }}와 위치 에너지 {\displaystyle V\colon M\to \mathbb {R} }에 영향을 받는다고 하자. 또한, 자기장이 매우 강해 그 운동 에너지가 자기장에 의한 위치 에너지보다 매우 작다고 하자. 그렇다면 운동 에너지 항을 생략한 라그랑지언은 다음과 같다.
{\displaystyle L(x,{\dot {x}})=qA_{\mu }{\dot {x}}^{\mu }-V(x)}
여기서 {\displaystyle A_{\mu }}는 자기 퍼텐셜로,
{\displaystyle (dA)_{\mu \nu }=\partial _{\mu }A_{\nu }-\partial _{\nu }A_{\mu }=B\omega _{\mu \nu }}
를 만족시킨다. 편의상
{\displaystyle A_{\nu }={\frac {1}{2}}Bx^{\mu }\omega _{\mu \nu }}
으로 놓을 수 있다. 즉,
{\displaystyle L(x,{\dot {x}})={\frac {1}{2}}qBx^{\mu }{\dot {x}}^{\nu }\omega _{\mu \nu }-V(x)}
이다.
이 경우, 정준 운동량은 다음과 같다.
{\displaystyle p_{\nu }={\frac {\partial L}{\partial {\dot {x}}^{\nu }}}={\frac {1}{2}}qBx^{\mu }\omega _{\mu \nu }}
즉, 해밀토니언은 다음과 같다.
{\displaystyle H=p_{\mu }{\dot {x}}^{\mu }-L=V(x)}
또한, 정준 운동량들은 시간 도함수 {\displaystyle {\dot {x}}}, {\displaystyle {\dot {y}}}를 포함하지 않으므로, 다음과 같은 제약들이 존재한다.
{\displaystyle \phi _{\nu }=p_{\nu }-{\frac {1}{2}}qBx^{\mu }\omega _{\mu \nu }=0}
이 경우, 두 구속들의 푸아송 괄호는 다음과 같다.
{\displaystyle \{\phi _{\mu },\phi _{\nu }\}=qB\omega _{\mu \nu }}
이는 가역행렬이므로 이들은 둘 다 2종 구속들이며, 일관적이다. 따라서 디랙 괄호는 다음과 같다.
{\displaystyle \{f,g\}_{\text{D}}=\{f,g\}+{\frac {1}{qB}}\{f,\phi _{\mu }\}\omega ^{\mu \nu }\{\phi _{\nu },g\}}
특히,
{\displaystyle \{x^{\mu },x^{\mu }\}_{\text{D}}=-\omega ^{\mu \nu }/(qB)}
이므로, 이를 양자화하면
{\displaystyle [x^{\mu },x^{\nu }]=-i\hbar \omega ^{\mu \nu }/(qB)}
이다. 즉, 비가환 기하학을 얻는다.
이 경우에는 제약에 따라 물리적 공간 {\displaystyle M} 자체가 사실상 위상 공간이 된다. 이 경우에는 퍼텐셜 {\displaystyle A_{\mu }}가 대역적으로(global) 존재하므로, 심플렉틱 구조 {\displaystyle \omega _{\mu \nu }}의 코호몰로지류 {\displaystyle [\omega ]\in H^{2}(M;\mathbb {R} )}가 0이다. 따라서, 기하학적 양자화를 따르는 경우에는 유일한 준양자 구조가 존재한다. 만약 물리적 공간의 리만 계량 {\displaystyle g_{\mu \nu }}가 심플렉틱 구조 {\displaystyle \omega _{\mu \nu }}와 호환된다면, 이 구조는 (거의) 켈러 구조를 이뤄 기하학적 양자화가 가능하다. 물론, 퍼텐셜 {\displaystyle V(x)}의 경우 순서가 모호하게 된다.

### 부분다양체에 구속된 입자
리만 다양체 {\displaystyle (M,g)} 위에 존재하는, 질량 {\displaystyle m}의 입자가 위치 에너지 {\displaystyle V(\mathbf {x} )}의 영향을 받고, 또한 어떤 함수 {\displaystyle C\colon M\to \mathbb {R} }의 영집합 {\displaystyle C^{-1}(0)\subset M}에 구속되었다고 하자. 이 경우, 임의의 {\displaystyle x\in M}에 대하여 다음과 같은 해밀토니언을 적을 수 있다.
{\displaystyle H={\frac {1}{2m}}g^{\mu \nu }p_{\mu }p_{\nu }+V(x)}
물론 이 경우 다음과 같은 구속을 가해야 한다.
{\displaystyle \phi ^{1}=C(x)=0}
{\displaystyle \phi ^{2}=g^{\mu \nu }p_{\mu }\partial _{\nu }C(x)=0}
이 경우,
{\displaystyle \{\phi ^{1},\phi ^{2}\}=g^{\mu \nu }\partial _{\mu }C\partial _{\nu }C=(\partial C)^{2}}
이다. 따라서, 만약 {\displaystyle C^{-1}(0)}에서 {\displaystyle \partial C\neq 0}이라면, {\displaystyle \phi ^{1}}과 {\displaystyle \phi ^{2}} 둘 다 2종 구속이다. (이 조건이 충족되면, 음함수 정리에 의하여 {\displaystyle C^{-1}(0)}이 매끄러운 부분다양체를 이루게 된다.)
이 경우, 디랙 괄호는 다음과 같다.
{\displaystyle \{f,g\}_{\text{D}}=\{f,g\}+(\partial C)^{-2}\{f,\phi ^{i}\}\epsilon _{ij}\{\phi ^{j},g\}}
예를 들어,
{\displaystyle \{x^{\mu },x^{\nu }\}_{\text{D}}=0}
{\displaystyle \{x^{\mu },p_{\nu }\}_{\text{D}}=\delta _{\nu }^{\mu }-(\partial C)^{-2}\partial ^{\mu }C\partial _{\nu }C}
{\displaystyle \{p_{\mu },p_{\nu }\}_{\text{D}}=(\partial C)^{-2}p^{\rho }\left((\nabla _{\rho }\partial _{\mu }C)(\partial _{\nu }C)-(\partial _{\mu }C)(\nabla _{\rho }\partial _{\nu }C)\right)}
가 된다.

## 같이 보기
- 해밀턴 역학
- 푸아송 괄호
- 라그랑지언

## 참고 문헌
- Mukunda, N.; E. C. G. Sudarshan (1968년 3월). “Structure of the Dirac bracket in classical mechanics” (PDF). 《Journal of Mathematical Physics》 (영어) 9 (3): 411–417. Bibcode:1968JMP.....9..411M. doi:10.1063/1.1664594. 2012년 8월 26일에 원본 문서 (PDF)에서 보존된 문서. 2013년 10월 10일에 확인함.
- Wipf, Andreas W. (1994). 〈Hamilton’s formalism for systems with constraints〉. 《Canonical Gravity: From Classical to Quantum. Proceedings of the 117th WE Heraeus Seminar Held at Bad Honnef, Germany, 13–17 September 1993》. Lecture Notes in Physics (영어) 434. 22–58쪽. arXiv:hep-th/9312078. Bibcode:1994LNP...434...22W. doi:10.1007/3-540-58339-4_14. ISBN 978-3-540-58339-4.
- Salisbury, D. C. “Peter Bergmann and the invention of constrained Hamiltonian dynamics” (영어). arXiv:physics/0608067. Bibcode:2006physics...8067S.